# تنمابایاشی، آئوموری
تنمابایاشی، آئوموری (به لاتین: Tenmabayashi) یک منطقهٔ مسکونی در ژاپن است که در ناحیه توهوکو واقع شده‌است. تنمابایاشی ۸٬۳۵۴ نفر جمعیت دارد.